# Casal de Cabanas
Casal de Cabanas é uma povoação da freguesia de Barcarena, Município de Oeiras, Distrito de Lisboa. Esta zona é frequentemente chamada de Cabanas Golf, que era o nome sob o qual a urbanização era promovida. A empresa Pimenta e Rendeiro era o urbanizador inicial desta zona, tendo vendido posteriormente ao Grupo Espírito Santo a sua posição no loteamento e campo de Golf. Esta localidade emerge da nova lógica de colonização do concelho de Oeiras, e surge já no inicio do século XXI, alguns anos depois da construção do Taguspark em Leião, na freguesia de Porto Salvo, em antigos e prósperos terrenos agrícolas. Em 2019 começaram a ser construídas várias casas.

## Localização
Apesar desta povoação estar incluída na localidade de Tercena, está separada dela pela Ribeira de Barcarena, não havendo nenhuma estrada que ligue directamente os dois lados da localidade de Tercena. A principal estrada de entrada em Casal de Cabanas é a Av. Casal de Cabanas que se prolonga desde o Taguspark/São Marcos até quase ao centro da povoação.

## Empreendimentos
Esta povoação é constituída por dois empreendimentos:
- "Colinas de Barcarena" da responsabilidade da Unioeiras (União de Cooperativas de Habitação), que ficou terminado em 2008.
- "Oeiras Golf & Residence" da responsabilidade do Grupo Espírito Santo.

Ambos os empreendimentos são ocupados na sua maioria por moradias isoladas, geminadas e em banda.

## Recursos
- Campo de golfe com 18 buracos projectado por Jorge Santana da Silva .
- Centro equestre na estremidade da povoação .
- Taguspark - Parque de Ciência e tecnologia (Instituto Superior Técnico-pólo Taguspark, CTT, etc)
- Fábrica da Pólvora (Parque, Universidade Atlântica , Museu da Pólvora Negra , etc)